# Dirk Lippits
Dirk Reinier Lippits (født 2. maj 1977 i Geldrop) er en hollandsk tidligere roer.
Lippits deltog i OL 2000 i Sydney i dobbeltfirer. Med en andenplads i indledende heat gik hollænderne i semifinalen, hvor de med en ny andenplads kvalificerede sig til A-finalen. Her måtte de se sig besejret af den italienske båd, men med andenpladsen blev det til sølv for Lippits og holdkammeraterne, Michiel Bartman, Jochem Verberne og Diederik Simon.
Ved OL 2004 i Athen stillede Lippits op i singlesculler, og efter en tredjeplads i indledende heat, kvalificerede han sig med en andenplads i opsamlingsheatet til semifinalen. En femteplads her betød, at han kom i C-finalen, og en fjerdeplads her gav ham en samlet placering som nummer 16 blandt de 29 deltagere.

## OL-medaljer
- 2000:  Sølv i dobbeltfirer